# Cầu Điện Biên Phủ
Cầu Điện Biên Phủ (tên gọi cũ là cầu Phan Thanh Giản) là một cây cầu bắc qua kênh Nhiêu Lộc – Thị Nghè trên đường Điện Biên Phủ, nối quận 1 với quận Bình Thạnh, Thành phố Hồ Chí Minh.
Cầu có 8 làn xe, tải trọng là 25 tấn.